# Шебуева, Елизавета Павловна
Елизавета Павловна Шебуева-Лебедева (в девичестве Иванова, по мужу — Лебедева; Шебуева — сценический псевдоним) (1852—1934) — драматическая актриса.

## Биография
Елизавета Шебуева родилась 19 (31) августа 1852 года в Астрахани в крестьянской семье. Школьного образования она не получила, однако была весёлой, разговорчивой и умной девушкой.
Проживая в Саратове, в возрасте более 20 лет пошла работать прислугой в дом редактора «Саратовского листка» П. О. Лебедева. Петру Осиповичу молодая прислуга нравилась, тем более что она обладала, как и многие женщины, актёрскими способностями. Впервые вышла на сцену 20 июня 1880 года в летнем загородном театре Саратова. Случилось так, что вскоре Лебедев взял её в жёны. Елизавета к тому времени уже выступала на сцене и имела сценический псевдоним Шебуева, с этого момента для зрителей она стала Шебуева-Лебедева.
С организацией антрепренёром М. М. Бородаем Казанско-Саратовского товарищества она стала выступать попеременно то в Саратове, то в Казани, занимая одно из ведущих мест в драматической труппе. В 1880-е и 1890-е годы Елизавета Павловна выступала на сцене Саратовского городского театра (ныне Саратовский академический театр драмы) в пьесах А. Н. Островского, Н. В. Гоголя, А. Ф. Писемского, В. Шекспира и других авторов. По воспоминаниям актрисы товарищества Бородая О. А. Голубевой Шебуева играла у него бытовые роли «так сочно, ярко и просто, что сравнить её можно только с одной актрисой в России — с Ольгой Осиповной Садовской». Роли своих героинь она не играла, она проживала их на сцене и за сценой. Небольшие нюансы, детали привносимые её в создаваемый образ делали его великолепным.